# خطة شليفن

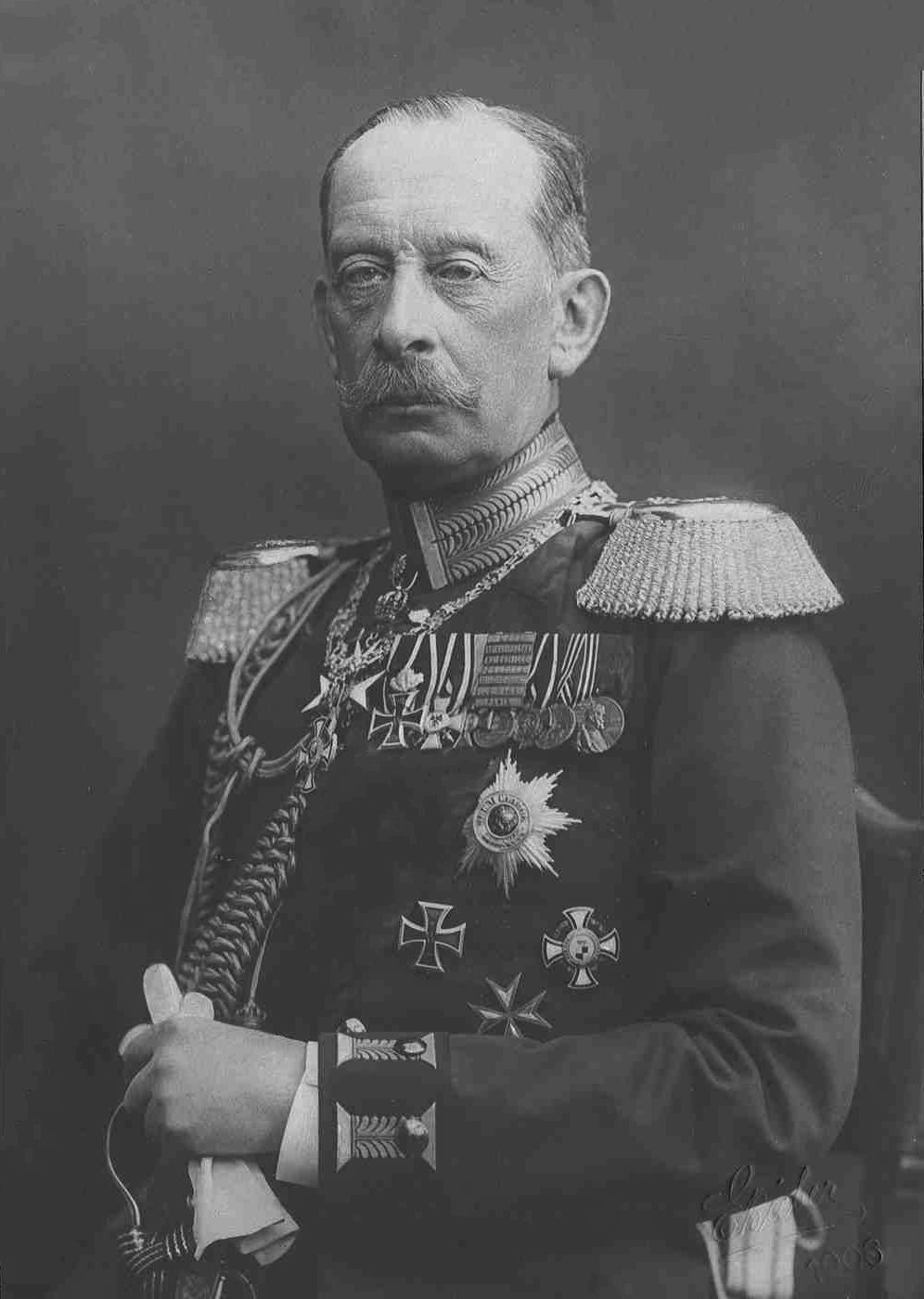
Count ألفريد فون شليفن in 1906

خطة شليفن Schlieffen Plan ((بالألمانية: Schlieffen-Plan)‏, تُلفظ بالألمانية: [ʃliːfən plaːn]) هي خطة عسكرية أُعدت في ألمانيا بغرض الهجوم على روسيا وفرنسا في نفس الوقت. طبقت في بداية الحرب العالمية الأولى، وكادت أن تُطبق في بداية الحرب العالمية الثانية.

## الخلفية التاريخية
- ارتبطت ألمانيا مع الإمبراطورية النمساوية المجرية، ومع مملكة إيطاليا باتفاقية تحالف عام 1882، فرد عليها الروس والفرنسيون باتفاقية تحالف عام 1892.
- خلق هذا التحالف وضعاً صعباً لألمانيا إذ أن عليها الآن في حالة نشوب أي حرب مع روسيا، أو فرنسا، أن تحارب كليهما على جبهتين في نفس الوقت، ومجموع قواتهما تتفوق كثيراً على قوات ألمانيا.

## خطة شليفنن

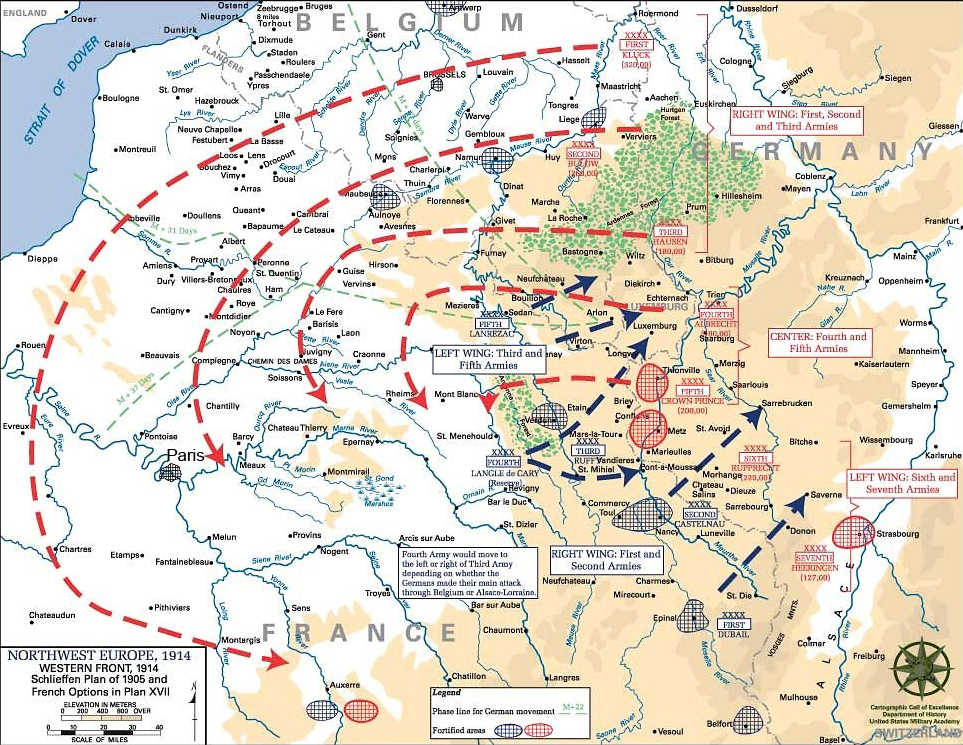
تصوير الخطة لحركة القوات الألمانية، والحركة المفترضة للقوات الفرنسية

- في عام 1891 تولى رئاسة أركان الجيش الألماني الكونت ألفريد فون شليفن قرر وضع خطة تحقق الهدف بهزيمة روسيا وفرنسا في الوقت نفسه.
- افترض شليفن أن الجيش الروسي يحتاج أشهراً لكي يتم تعبئته، وذلك لكبر حجمه، لذلك يجب توجيه ضربة سريعة نحو القوات الفرنسية، قبل أن يتم تعبئة القوات الروسية، وعندما تتم هذه الأخيرة استعداداتها، يكون الجيش الألماني جاهزاً لمواجهتها وهزيمتها.
- لم يستبعد الألمان احتمال تعبئة الروس قواتهم بسرعة، ولكنهم إن فعلوا فإنهم سيشنون هجوماً على إقليم بروسيا الشرقية من بولندا (التي كانت مقسمة بين روسيا وألمانيا).
- بالنسبة لفرنسا، فستقوم القوات الألمانية بحركة التفافية تبدأ بهجوم نحو هولندا، وبلجيكا، ولوكسمبورغ، ثم نحو باريس. أما القوات الفرنسية، التي لا تعرف أن هذا هو الهجوم الرئيسي، فستقوم بهجوم نحو الحدود الألمانية الفرنسية، وبذلك لن يجد الألمان قوة فعالة تصد هجومهم.
- تم اعتماد هذه الخطة عام 1906، العام الذي ترك فيه فون شليفن رئاسة الأركان، وفي العام التالي تولى رئاسة الأركان هيلموت فون مولتكه الأصغر. الذي سيطبق هذه الخطة في بداية الحرب العالمية الأولى، إلاّ أن فون شليفن لن يحضر هذا التطبيق إذ توفي في عام 1913.
- كان لهذه الخطة عيب أخلاقي يتمثل في مهاجمة الدول هولندا، وبلجيكا، ولوكسمبورغ، وهي دول محايدة.

## تطبيق الخطة
- عندما دخلت ألمانيا الحرب العالمية الأولى في أغسطس 1914، صار لزاماً على فون مولتكه تطبيق هذه الخطة، لكن فون مولتكه لم يلتزم بالخطة التزاماً دقيقاً، إذ ألغى الهجوم على هولندا، لخوفه من أن يغرق الهولنديون أراضيهم المنخفضة لإعاقة تقدم القوات الألمانية، كما لم يلتزم بتفصيلات أخرى. ورغم أن الألمان هزموا الروس في معركة تاننبرغ في نهاية أغسطس 1914، لكن تقدمهم تعطل بعض الشيء بسبب المقاومة البلجيكية، وفي النهاية هزموا من الفرنسيين في معركة المارن الأولى في سبتمبر 1914، مما أدّى إلى استقالة فون مولتكه من رئاسة الأركان بعد أيام قليلة.
- في الحرب العالمية الثانية، وبعد انتهاء غزو بولندا، قررت القيادة الألمانية في بادئ الأمر أن تعيد تطبيق خطة شليفن، لكن واجهه انتقادات من بعض القادة الألمان، خصوصاً إريش فون مانشتاين، الذي قام بإعداد خطة جديدة هي التي تم تطبيقها في معركة فرنسا في مايو ويونيو 1940.